# Francisco Vásquez de Coronado
Francisco Vásquez de Coronado (født 1510 i Salamanca i Spanien, død 22. september 1554), var en spansk erobrer (conquistador), og han var den første, som udforskede det nordamerikanske sydvest og den sydlige prærie og den første, som var på jagt efter de syv gyldne byer af Cibola (Seven Golden Cities of Cibola).

## Coronado hører om de syv gyldne byer
Coronado ankom til Ny Spanien (Nueva España – nu Mexico) i 1535, og to år senere giftede han sig med Beatrice de Estrada, der var datter af den kongelige skatmester.:379  I 1539 blev han guvernør af provinsen Nueva Galicia (som bestod af de Mexicanske delstater Aguascalientes, Jalisco og Zacatecas).:381  I august samme år (1539) hørte han fortællingerne om de syv gyldne byer af Cibola fra munken Marcos de Niza, der lige var hjemvendt fra en afbrudt ekspedition til byerne.:361  De første tillidsvækkende rapporter om disse angiveligt rige indianerbeboelser nordøst for provinsen var kommet fra Cabeza de Vaca tre år tidligere.:341 
Coronado besluttede at føre en ekspedition over land for at udforske det og tilføje området til Spanien.
En enhed under kommando af Hernando de Alarcón søgte en vandvej over land til Cibola ved at følge en kurs langs med kysten.:385 

## Ekspeditionen, 1540-1542
Med omkring 300 spanske soldater til hest, 60 bevæbnede mand til fods, omkring 1.000 mexicanske indianere, 300 ekstra heste og 500 stykker kvæg, 5.000 får og 600 pakdyr:378-379  :LVI  under hans kommando, forlod Coronado Compostela (nu i den mexicanske delstat Nayarit) den 23. februar 1540.:382  Ekspeditionen fulgte de vestlige skråninger af Sierra Madrebjergene, nordøst til den nuværende grænse til Arizona. Coronado og hæren bevægede sig mod nordøst mod Cibola, og fandt ud af, at der blot var en landsby, som var bygget af ler og beboet af Zuni-indianere.:LVII  De havde ingen rigdomme. I stedet for at finde guld indledte hæren forbitrede kampe med byindianerne.:343 
Fra Cibola sendte Coronado en mindre gruppe mod vest under ledelse af Garcia López de Cárdenas. Den var den første europæiske gruppe, som så Grand Canyon og Colorado River.:343  Hele gruppen overvintrede tæt ved dagens Santa Fe i New Mexico.:343 
I foråret 1541 fortsatte ekspeditionen mod øst og krydsede den øvre Rio Grande og Great Plains (nutidens nordlige Texas).:343  Her så den den amerikanske buffalo (bison) og beskrev denne "vilde ko" for første gang.:542  De mødte prærieindianere og berettede om deres levevis som bisonjagende nomader med skindtelte. Teltene samt andre ejendele blev transporteret på hunde-travoiser eller rygbundter.:504 og 527 
Ved at dreje mod nord krydsede Coronado først Canadian River,:343  derpå det nordvestligste Oklahoma og Arkansasfloden i sin søgen efter det rige kongerige kaldet Quivira.:119  Rygterne fortalte, at i Quivira var træerne fulde af ringende klokker lavet af massivt sølv og guld;:493  men det viste sig at være en landsby beboet af Wichita-indianere i dagens Kansas.:119 

## Hjemkomsten og tiden derefter
Den skuffede ekspedition vendte tilbage til Ny Spanien i 1542 og blev køligt modtaget af myndighederne.:344  I 1544 indledtes en høring om Coronados behandling af indianerne under ekspeditionen.:119  Samme år fratrådte Coronado selv posten som guvernør:403  og levede i stilhed i Mexico City, hvor han døde den 22. september 1554.
Takket være et underordnet medlem af Coronado-ekspeditionen, Pedro de Castaneda, eksisterer der en skildring af dens omkring 2250 km:iii  lange odyssé. Castaneda nedskrev sin beretning omkring tyve år efter opdagelsesrejsen.:LV  Hans beskrivelser af det sydvestlige USA inden den europæiske indtrængen, blev offentliggjort i den 14. rapport i 1896 af US Bureau of Ethnology.

## Et mindesmærke for Coronado i U.S.A.
Naturparken Coronado National Memorial ligger i Arizona med sydgrænse til Mexico. Området beskyttes bedst muligt mod invasive dyre- og plantearter, så det fremstår, som da Coronado passerede det i 1540.:iii 

## Galleri
- Kort med områder, som Coronado-ekspeditionen kan have gennemkrydset 1540-1542
- Mulige ruter taget af Coronado-ekspeditionen som fundet af tre forskellige fagfolk
- Andre mulige ruter taget af ekspeditionen som fundet af Di Peso, Schroeder og Udall
- Ekspeditionens rute som set af Bolton, Riley og Winship
- Ruten som fundet af Day, Donoghue og Wedel